# 曹國祥
曹國祥（1893年—1971年8月），上海青浦人，中華人民共和國政治人物，中國共產黨黨員，江蘇省第一屆人民代表大會代表，水稻育種專家，江蘇省勞動模範。

## 生平
曹国祥1893年出生在江蘇省青浦縣鳳溪鄉叙南村古思浜的一個農家，北伐戰爭時期參與青東農民運動，抗日戰爭時顧復生等人在青浦地區組織抗日游擊隊，曹國祥與徐友基一起在古思浜領導游擊隊，是蘇南遊擊區有名的機槍手。中華人民共和國成立後投身水稻育種，總結出“一粒選種”法，將水稻畝產從三四百斤提高到了1951年的614斤，1953年選育了畝產超過900斤的水稻良種「疊谷生」，被評為江蘇省勞動模範，獲獎水牛一頭。1954年7月在青浦縣第一屆人民代表大會上被選為江蘇省第一屆人民代表大會代表。1957年1月加入中國共產黨。青浦縣劃歸上海後，於1961年9月和1964年8月兩次當選上海市人民代表大會代表，因反對大躍進中的公有化政策，於文革初期遭到批鬥，1971年8月病逝。